# ピクシィ
ピクシィ（p-ixy）は、株式会社スピカが運営するソーシャル・ネットワーキング・サービス (SNS) を兼ねた電話占いである。

## 概要
2015年7月18日にサービス開始を展開している電話占いの1つである。2015年8月11日に初回10分間無料キャンペーンが導入され、2015年8月24日にアンサーによるつぶやき機能が追加された。

## 沿革
- 2015年
  - 7月 - サービス開始

## 機能
- 占い師・アドバイザーとの電話相談
- SNSサイトとしてブログ、コミュニティ機能